# Ершаков, Филипп Афанасьевич
Фили́пп Афана́сьевич Ершако́в (9 [21] января 1893 — 9 июня 1942) — советский военачальник, командарм во время Великой Отечественной войны, генерал-лейтенант (1940).

## Биография
Филипп Афанасьевич Ершаков родился 9 января 1893 года в деревне Таганки Смоленской губернии в семье крестьянина. Русский.
С 1915 по 1918 годы проходил службу в Русской императорской армии. С января по март 1915 года служил рядовым в 195-м запасном батальоне Московского военного округа.
Окончил учебную команду Эриванского 13-го гренадерского полка в 1915 году и воевал в нём на Первой мировой войне ефрейтором, затем лейб-гренадером, был ранен в бою 4 июля 1915 года.
С ноября 1916 года — командир отделения 525-го пехотного Кюрюк-Даринского полка, с октября 1917 года — командир роты в этом полку. Полк воевал в составе 132-й пехотной дивизии. Подпрапорщик. Демобилизован в апреле 1918 года.

### Красная армия
В Красной Армии с апреля 1918 года. Член ВКП(б)/КПСС с 1919 года. Участник Гражданской войны в России. С апреля 1918 года служил в Василеостровском батальоне гарнизона Петрограда: стрелок, с июля — командир взвода и помощник командира батальона, с сентября — командир батальона. 
С октября 1918 года воевал во 2-й стрелковой дивизии: командир батальона 158-го стрелкового полка, с августа 1919 — командир батальона и командир 15-го стрелкового полка. Воевал на Восточном фронте, где участвовал в Бугурусланской, Бугульминской, Белебейской и Уфимской операциях. Затем полк был переброшен на Запад и участвовал в обороне Петрограда, а с апреля по июнь 1920 года воевал на Латвийском фронте. 
В межвоенный период продолжал службу в той же дивизии. С ноября 1921 года был помощником командира 11-го стрелкового полка, с мая 1922 года командовал батальоном в 4-м стрелковом полку, с сентября 1922 года исполнял должность командира 4-го стрелкового полка, а с августа 1924 года был помощником командира этого полка.
В 1924 году окончил партийную школу при Высшей тактическо-стрелковой школе командного состава РККА имени Коминтерна «Выстрел». 
С августа 1926 года был помощником командира 98-го стрелкового полка 33-й стрелковой дивизии в Белорусском военном округе, с октября 1926 — помощником командира 109-го стрелкового полка 37-й стрелковой дивизии.
С ноября 1926 года командовал 80-м стрелковым полком 27-й Омской стрелковой дивизии. 
С октября 1931 года был помощником командира 29-й стрелковой дивизии БелВО, с февраля 1932 года — командир  и военком 5-й Витебской стрелковой дивизии.
В 1930 году окончил курсы командиров-единоначальников при Военно-политической академии РККА имени Н. Г. Толмачева, в 1934 году — Военную академию РККА имени М. В. Фрунзе. 
С декабря 1934 года — командир и военком 29-й стрелковой дивизии в Белорусском ВО. С ноября 1937 — командир 5-го стрелкового корпуса в том же округе.
С января 1938 года был заместителем командующего Харьковским военным округом.
В июле 1938 года назначен командующим Уральским военным округом. Одновременно 7 октября 1938 года утверждён членом Военного совета при Народном комиссаре обороны СССР.

### Великая Отечественная война: 22 А, 20 А, плен
В начале июня 1941 года на базе управлений и частей Уральского военного округа была сформирована 22-я армия. Командующим армии назначен генерал-лейтенант Ф. А. Ершаков. С 13 июня части армии начали передислокацию в Западный особый военный округ (ЗапОВО).
После начала Великой Отечественной войны 22-я армия вошла в состав группы армий Резерва ГК, но уже 26 июня 1941 года армия вступила в боевые действия против немецко-фашистских войск.
2 июля 1941 г. 22-я армия была передана в состав Западного фронта. Рубеж обороны армии на правом фланге Западного фронта был сильно растянут (составлял около 280 км) и включал Себежский укрепрайон, а также рубеж Краслава — Дрисса — Дисна вдоль реки Западная Двина, далее — Полоцкий укрепрайон, рубеж (вдоль Западной Двины) Усвица — Улла — Бешенковичи — Гнездилово, далее юго-западнее и южнее Витебска.
В начале июля 1941 года 22-я армия вступила в Смоленское сражение и оборонялась на северном фланге Западного фронта. Упорная оборона армией города Полоцка сыграла важную роль в сдерживании продвижения немецко-фашистских войск. После 16 июля под ударами превосходящих сил противника 22-я армия частично попала в окружение (51-й ск, кратковременно 62-й ск). Командарму Ф. А. Ершакову удалось вывести основную часть подразделений окружённых войск, после чего к концу июля 22-я армия заняла оборону на фронте река Ловать — Великие Луки — озеро Двинье.

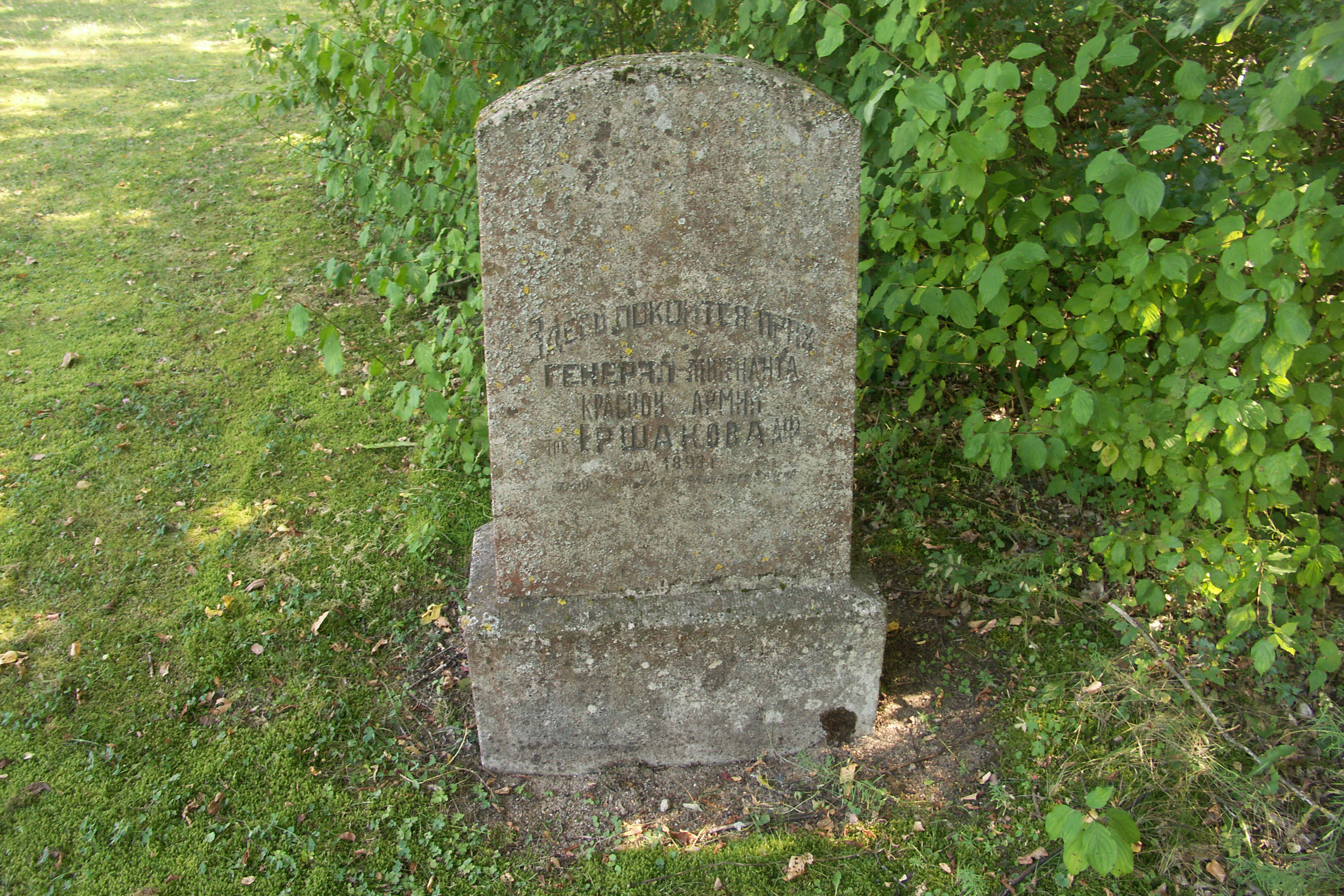
Памятник на месте захоронения
генерал-лейтенанта Ф. А. Ершаковa

В результате нового немецкого наступления в конце августа — начале сентября основные силы 22-й армии были окружены и разгромлены в районе Великих Лук. В сентябре 1941 года после выхода из окружения Ф. А. Ершаков был назначен командующим 20-й армии.
В октябре 1941 года в ходе операции «Тайфун» немецкие войска прорвали оборону советских войск и замкнули кольцо в районе Вязьмы. В окружении оказались несколько советских армий, включая и 20-ю армию Ершакова. Соединения 20-й армии мужественно сражались в окружении, а часть войск и управление армии вышли из окружения.
2 ноября 1941 года в районе города Сухиничи командарм Ершаков попал в немецкий плен. Филипп Афанасьевич Ершаков содержался в концлагере Хаммельбург, где и погиб 9 июня 1942 года. Захоронен на лагерном кладбище.

## Воинские звания
- Комбриг (26.11.1935)
- Комдив (28.11.1937)
- Комкор (15.07.1938)
- Генерал-лейтенант (4.06.1940)

## Награды
- 2 ордена Красного Знамени (20.02.1928[8], 22.02.1938[9])
- Медаль «XX лет Рабоче-Крестьянской Красной Армии» (22.02.1938)

## Исторические источники
- Коллектив составителей и редакторов. Военный совет при народном комиссаре обороны СССР. 1938, 1940 гг.: Документы и материалы.. — М.: РОССПЭН, 2006. — 336 с. — 1000 экз. — ISBN 5-8243-0694-X.
- Доклад Ф. А. Ершакова на совещании высшего командного состава Красной Армии в декабре 1940 года